# Лаодика VI
Вижте пояснителната страница за други личности с името Лаодика.
Лаодика VI (на старогръцки: Λαοδίχη, Laodice VI; fl.: 2 век пр.н.е., † 113 пр.н.е.) от династията на Селевкидите, е царица на Понтийското царство.

## Биография
Дъщеря е на Антиох IV Епифан и Лаодика IV. Сестра е на Антиох V Евпатор и Александър I Балас.
Според Полибий, през 153 пр.н.е. Хераклид, един изгонен предишен финансов министър, я завежда в Рим заедно с нейния брат Александър I Балас, за да ги представи пред Римския Сенат като кандидати за селевкидския трон против Деметрий I Сотер. Пътуването им е успешно. Чрез сенатско решение на тях им е разрешено като деца на съюзник на римляните да се върнат обратно в родината им с военна помощ.
Лаодика става по-късно след 152 пр.н.е. вероятно съпруга на Митридат V Евергет от Понт, който управлява Понтийското царство от 155 до 120 пр.н.е. Той е син на Фарнак I.
Лаодика VI е майка на седем деца: близнаците Митридат VI Евпатор, който е голям римски противник и Лаодика, която се омъжва за Ариарат VI (цар на Кападокия) и за Никомед III (цар на Витиния) и на Митридат Хрест и Лаодика, която се омъжва за брат си Митридат VI, и на Ниса, Роксана и Статира.
Съпругът ѝ е убит в Синоп при заговор през 120 пр.н.е. Лаодика и нейните синове Митридат VI и Митридат Хрест управляват от 120 пр.н.е. до 116 пр.н.е. известно време заедно. През 113 пр.н.е. той я затваря заедно с по-малкия ѝ син. Лаодика е измъчвана в затвора до смърт или е отровена, а Митридат Хрест е екзекутиран от брат си.